# Klaus Elsner
Klaus Elsner (* 15. März 1928 in Friedenshütte; † 17. Dezember 2012 in Berlin) war ein deutscher Berufspädagoge und Funktionär der DDR-Blockpartei DBD. Er war Abgeordneter der Volkskammer der DDR.

## Leben
Elsner, Sohn eines Ingenieurs, besuchte die Oberschule und erwarb das Abitur. Er absolvierte von 1945 bis 1948 eine Lehre als landwirtschaftlicher Facharbeiter. Anschließend arbeitete er bis 1949 als Landwirtschaftsgehilfe im VEG Steinbrücken, Kreis Gera. 1949/1950 qualifizierte sich Elsner zum landwirtschaftlichen Berufsschullehrer in Schleusingen. Von 1950 bis 1961 arbeitete er an verschiedenen landwirtschaftlichen Berufsschulen in Thüringen sowie am Pädagogischen Bezirkskabinett in Gera. Von 1952 bis 1956 war er zunächst Fernstudent an der Fachschule für Landwirtschaft in Weimar, dann von 1956 bis 1961 an den Universitäten Leipzig und Jena. Er schloss sein Studium als Diplom-Landwirt. Von 1961 bis 1964 nahm Elsner eine wissenschaftliche Aspirantur am Deutschen Pädagogischen Zentralinstitut (DPZI) in Berlin wahr. Ab 1964 arbeitete er als wissenschaftlicher Mitarbeiter und Wissenschaftsbereichsleiter am Zentralinstitut für Berufsbildung der DDR in Berlin. 1965 promovierte er zum Dr. paed., 1973 verteidigte er die Promotion B zum Dr. sc. paed. 1980 wurde er Honorarprofessor an der Technischen Hochschule Karl-Marx-Stadt. 
1947 trat Elsner der FDJ und dem FDGB bei. 1949 wurde er Mitglied der DBD. Von 1954 bis 1961 fungierte er als Vorsitzender der Ortsgruppe Kahla der DBD. Von 1967 bis 1980 war er Vorsitzender des Kreisvorstandes Berlin-Pankow, ab 1982 als Mitglied  des Bezirksvorstandes der DBD. Von 1967 bis 1990 war Elsner Mitglied der Volkskammer. Ab 1969 war er Mitglied des Nationalrates der Nationalen Front sowie ab 1976 Vizepräsident der Freundschaftsgesellschaft DDR-Japan.

## Schriften
- Das Grundwissen im Unterrichtsfach Acker- und Pflanzenbau der beruflichen Grundausbildung Landwirtschaft-Feldwirtschaft. DPZI Berlin, Dissertation 1965.
- (mit Peter-Jörg Frey, Kurt Heinze): Anwendung programmierter Lehrmaterialien im beruflichen Unterricht. Verlag Volk und Wissen, Berlin 1968 (2. Auflage, 1969).
- Zur Gestaltung von lehrplangebundenen Unterrichtsmittel-Komplexen in der sozialistischen Berufsausbildung. Humboldt-Universität Berlin, Dissertation B 1973.
- Gestaltung lehrplangebundener Unterrichtsmittelkomplexe. Volk und Wissen, Berlin 1974 (2. Auflage, 1975).

## Auszeichnungen in der DDR
- Vaterländischer Verdienstorden in Bronze
- Verdienstmedaille der DDR